# 派拓网络
派拓网络（Palo Alto Networks）是总部位于美国加利福尼亚州圣克拉拉市的网络安全公司。派拓网络是企業防火牆的早期推動者和市場領導者，其核心产品为「次世代防火墙」（Next-Generation Firewall）平台，提供网络活动的可视化能力，可基于应用（App-ID）、用户（User-ID）与内容（Content-ID）进行网络活动的精细化控制，同时提供基于云的安全服务（GlobalProtect、WildFire）来拓展防火墙的安全性。派拓网络目前為 150 多個國家、85,000 多個組織提供服務。 
派拓网络与传统的防火墙、IPS、IDS、UTM的提供廠商为竞争关系，包括思科、Fortinet 、Cyberoam、Check Point、Juniper Networks等。
派拓网络於 2012 年 7 月 20 日在紐約證券交易所上市，通過首次公開募股籌集了 2.6 億美元，這是 2012 年第四大科技 IPO案件。2021 年 10 月，派拓网络將其上市從紐約證券交易所轉移到納斯達克。 